# Basílica santuario de Nuestra Señora Mediadora de Todas las Gracias
La Basílica Santuario de Nuestra Señora Mediadora de Todas las Gracias (en portugués: Basílica Santuário Nossa Senhora Medianeira de Todas as Graças) es una iglesia católica dedicada a la Virgen María, ubicada en Rio Grande do Sul, municipio de Santa María, al sur de Brasil, la única basílica en el mundo dedicada a María la Mediadora de todas las gracias. Pertenece a la arquidiócesis de Santa María.
La basílica da su nombre a la avenida y el barrio donde se encuentra, por otra parte es el punto final de la Romería de la medianera.
La devoción a la Virgen Mediadora comenzó en 1928, con la llegada de los jesuitas. En 1935, Don Antonio Reis, bendijo la primera piedra, dando inicio a los trabajos de construcción del santuario. En 1942, los obispos de Rio Grande do Sul consagraron el estado a la Virgen Mediadora declarándola Patrona Principal del estado. En 1943, por iniciativa de Don Antonio Reis, se lleva a cabo la primera romería en el estado. Fue declarada Basílica en 1987 bajo el pontificado del papa Juan Pablo II.

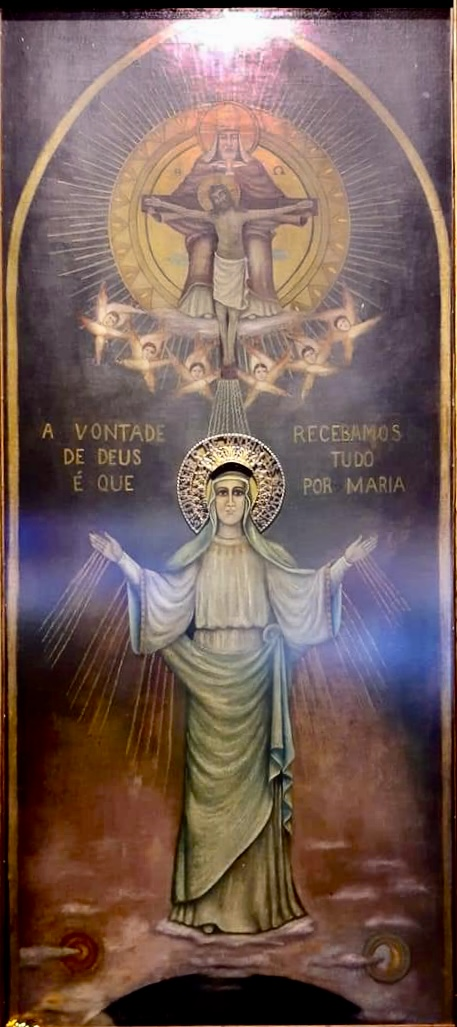
La imagen de la Virgen Mediadora, venerada en la basílica